# Kanton Biarritz-Est
Kanton Biarritz-Est (francouzsky Canton de Biarritz-Est) je francouzský kanton v departementu Pyrénées-Atlantiques v regionu Akvitánie. Tvoří ho pouze východní část města Biarritz.